# Nuit
Pour les articles homonymes, voir Nuit (homonymie).
 (mai 2010).
Si vous disposez d'ouvrages ou d'articles de référence ou si vous connaissez des sites web de qualité traitant du thème abordé ici, merci de compléter l'article en donnant les références utiles à sa vérifiabilité et en les liant à la section « Notes et références ».

Les moments de la journée aux équinoxes.

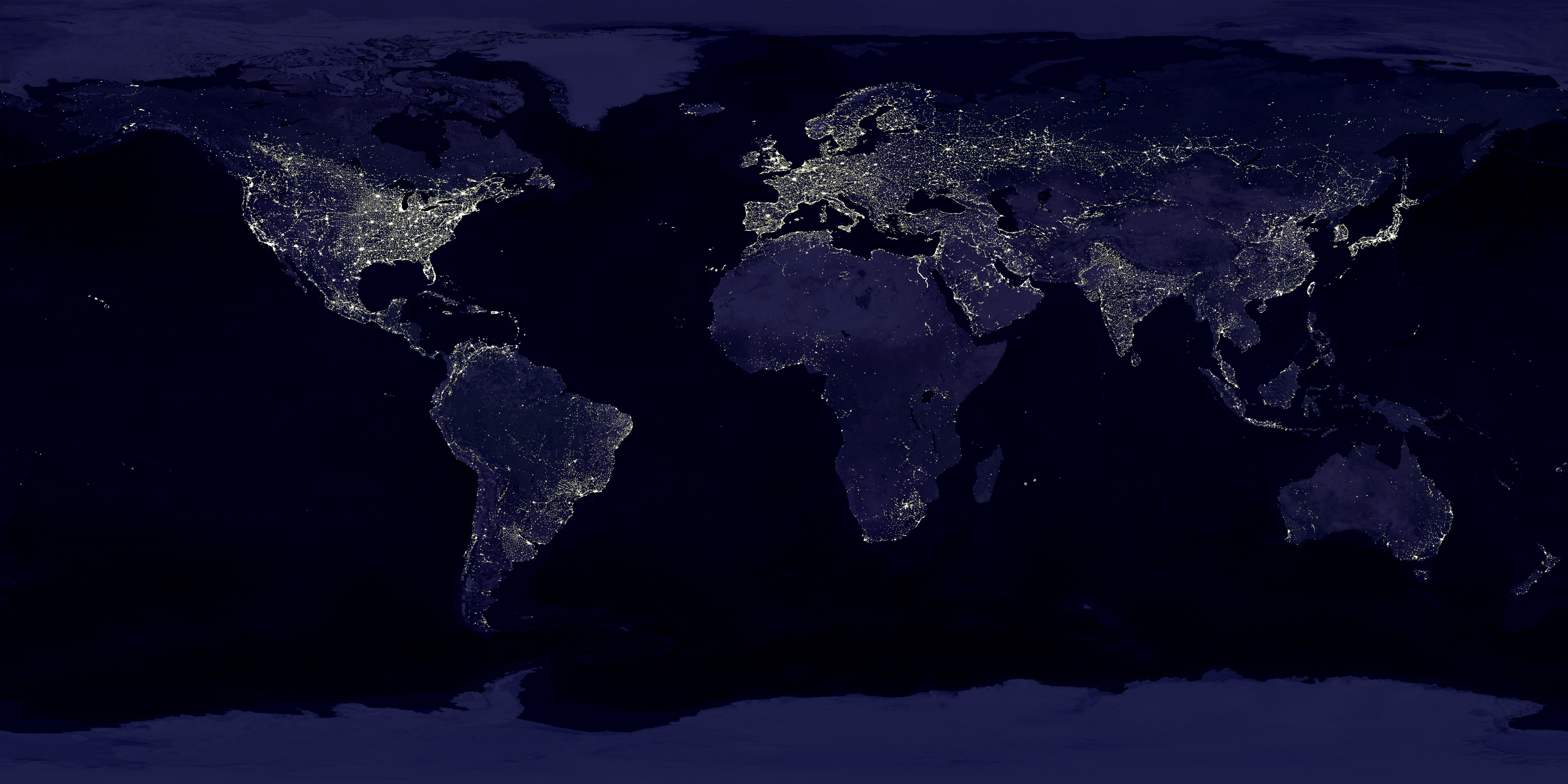
La Terre de nuit (photomontage d'images satellite prises entre 1994 et 1995).

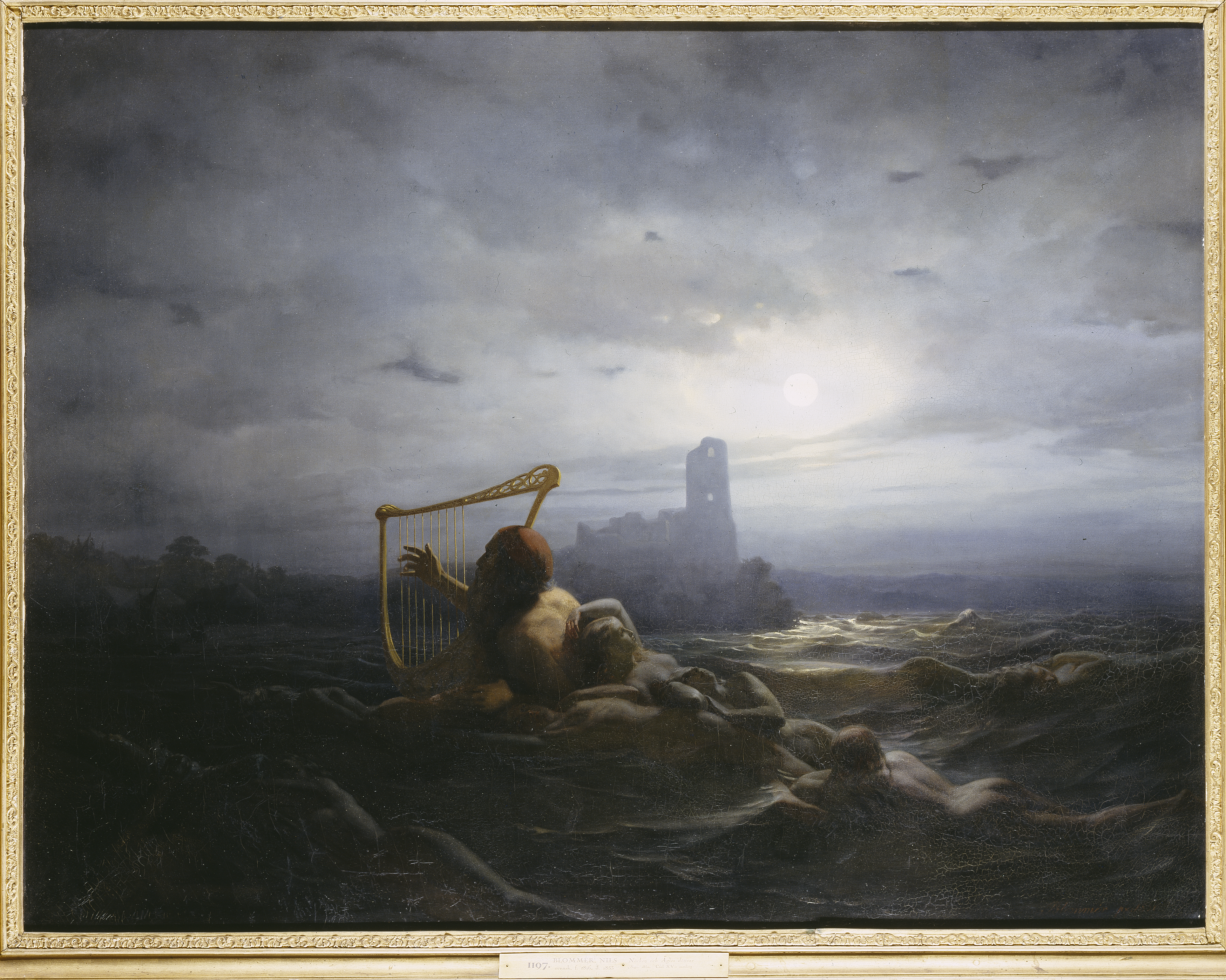
La nuit est un moment de mystère, cher aux romantiques du XIX (tableau de Nils Blommér, 1850).

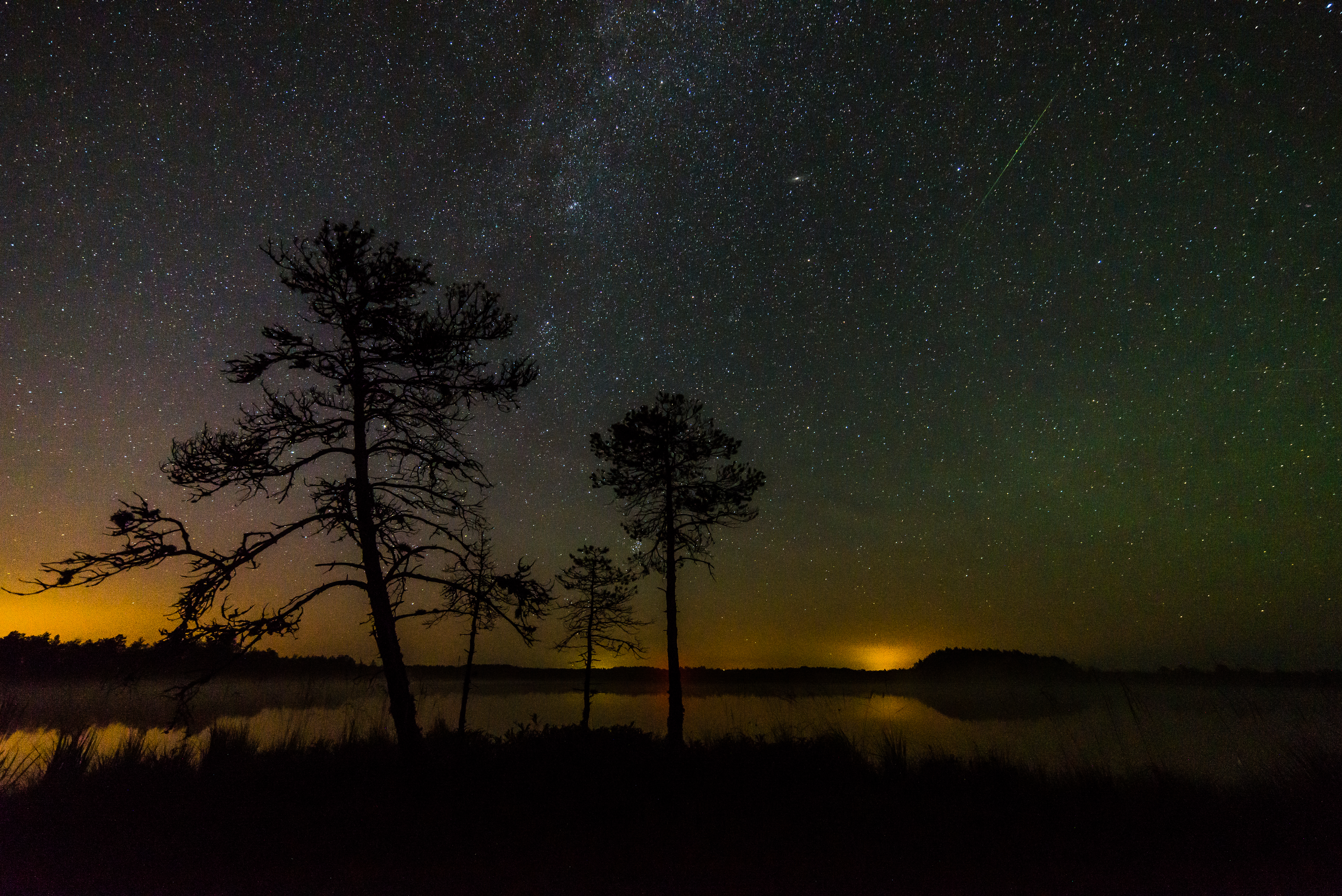
Les étoiles visibles de nuit, en Estonie.

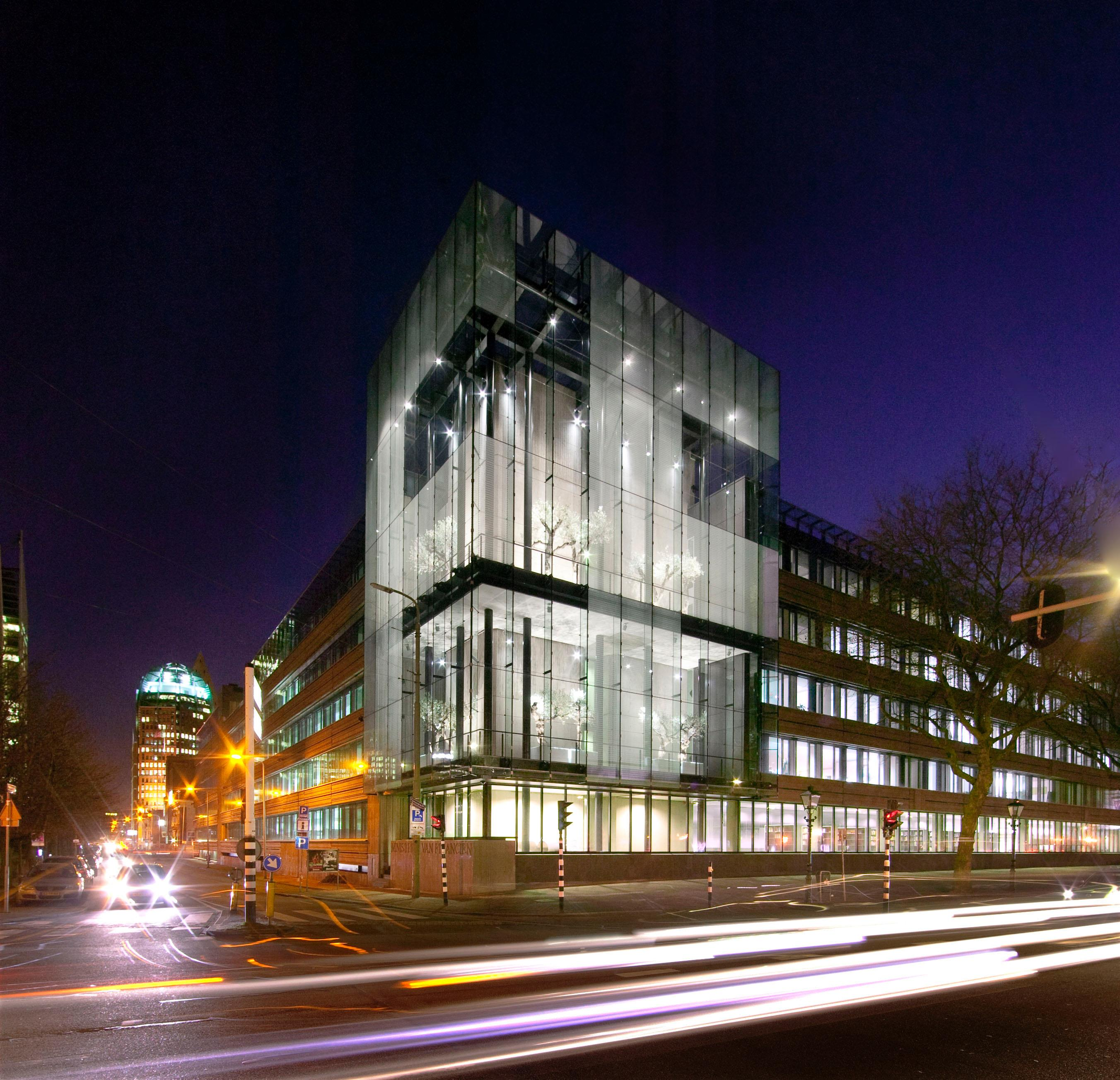
Le ministère néerlandais des Finances, à La Haye, vu de nuit.

La nuit désigne la période comprise entre la fin du crépuscule astronomique, le soir, et le début de l'aube, le matin. Elle se caractérise par l'assombrissement significatif du ciel, qui laisse alors apercevoir, quand le ciel est dégagé, la Lune, les étoiles, les planètes, et parfois même la Voie lactée.
Trois phases (civile, nautique et astronomique) du début de l'aube et de la fin du crépuscule se succèdent ce qui implique trois définitions possibles de la nuit selon le domaine ou la législation. Ces dernières font, sauf mention contraire, référence à l'aube et au crépuscule civil soit à une position du soleil à 6° sous l'horizon, seuil en dessous duquel l'éclairage artificiel devient nécessaire. Il s'agit de la nuit civile et légale dans la plupart des secteurs d'activité. Par temps clair, les premières et dernières lueurs du soleil sont néanmoins clairement visibles dès le début de l'aube nautique et jusqu'à la fin du crépuscule nautique, lorsque le soleil est à 12° sous l'horizon. L'aube et le crépuscule nautique bornent la « nuit visible » utilisée sur le plan légal dans certains secteurs spécifiques. Enfin pour définir la nuit astronomique, on utilise la référence de 18° sous l'horizon car ce n'est qu'en dessous de ce seuil que les étoiles de faible magnitude apparente peuvent être observées.

## Physique

### Causes
Sur la Terre, la nuit, au sens traditionnel, couvre à tout instant une moitié de la planète. Ainsi lorsqu'il fait nuit sur une moitié de la planète il fait jour sur l'autre moitié. Du fait de la rotation de la Terre autour de son axe, il fait alternativement jour et nuit, les deux formant une journée de 24 heures. Les nuits sont d'autant plus longues en hiver et plus courtes en été qu'on se rapproche des pôles. Ceci vaut pour les hémisphères nord et sud, mais les saisons sont inversées. Autour des équinoxes de printemps et d'automne, le jour et la nuit sont exactement de même durée. Les solstices d'été et d'hiver marquent respectivement la nuit la plus courte et la nuit la plus longue de l'année.
Mais si on appelle nuit l'intervalle durant laquelle l'obscurité est totale, il s'agit de la période où l'intensité de la lumière solaire diffusée par les hautes couches de l'atmosphère est inférieure à la luminosité intrinsèque des étoiles. Cet intervalle est séparé du coucher du Soleil le soir et de son lever le matin par le crépuscule, l'aube étant le crépuscule du matin.
On peut également définir la nuit comme un laps de temps séparant deux jours différents.

### Variations de durée
L'obscurité peut ne pas être totale ou même ne pas exister aux alentours du solstice d'été quand on se rapproche des pôles. En effet la durée de la nuit varie selon la saison mais aussi selon l'endroit où l'on se situe. Plus on se trouve proche du pôle Nord ou du pôle Sud, plus la durée des nuits varie. À l'équateur nuit et jour sont toujours égaux. En fait, après l'équinoxe, les différences de durée entre le jour et la nuit changent plus rapidement aux pôles que dans les régions situées entre le tropique du Cancer et le tropique du Capricorne. Ainsi, dans l'hémisphère nord et au mois de juin, le Danemark a des nuits plus courtes que celles du Tchad. Dans l'hémisphère sud, l'Antarctique connaît au même moment (en juin) des nuits plus longues que celles du Chili. Les deux hémisphères connaissent les mêmes modèles de durée de la nuit en fonction de leur latitude mais avec les cycles inversés, décalés de six mois : un hémisphère connaît donc des nuits longues (hiver) pendant que l'autre jouit de nuits plus courtes (été).
Près des pôles, chaque année, il y a une période estivale où il n'existe qu'une période diurne, le Soleil ne se couche pas, et une période hivernale où seule la nuit règne.
La nuit arbore une couleur bleu foncé, du fait de la disparition du soleil. Cette couleur est plus communément appelé « bleu nuit ». La période de transition entre la journée et la nuit se nomme l'heure bleue.

## Biologie
La nuit est l'un des évènements ayant plus ou moins des incidences directes sur la faune et la flore :

### Végétaux
La nuit, les végétaux ne font pas la photosynthèse (transformation par l'action de la lumière du CO₂ et de l'eau en O₂ et en sucre), puisqu'il n'y a plus de lumière, mais uniquement la respiration (absorption de dioxygène et rejet de dioxyde de carbone).

### Animaux
Pendant longtemps, la nuit a été considérée comme une période de repos, l'absence de lumière empêchant toute activité. On sait maintenant que le sommeil est indispensable à la santé et que l'alternance jour/nuit régule la production de mélatonine, hormone essentielle pour presque tous les organismes animaux, qui synchronise notamment l'horloge biologique des organismes à la saison. Certaines espèces animales dites « nocturnes » ne sont actives que la nuit. Ainsi la seule lumière de la pleine Lune suffit à inhiber l'activité de certains insectes aquatiques.
L'œil animal, grâce aux cellules en bâtonnets de la rétine, peut dans une certaine mesure et après quelques minutes (10-15 min environ pour l'œil humain) s'adapter à la nuit. Même sans lumière artificielle, il est alors possible de voyager ou de travailler de nuit lorsque la Lune (clair de lune suffisant ou pleine lune) renvoie une partie de la lumière du Soleil sur Terre.

## Anthropologie

### Psychologie et symbolique
La nuit a une grande importance dans toutes les civilisations. Certains peuples animistes interdisent à leurs membres de sortir du village la nuit, sauf pour certaines cérémonies, d'initiation par exemple. Certaines tribus amérindiennes, en pleine jungle amazonienne, ne semblent pas avoir de peurs irraisonnées la nuit. Ailleurs, c'est le royaume des esprits et des génies qu'il faut éviter de troubler.
« Bonsoir », « Bonne nuit »  « Avez-vous bien dormi ? » sont des formules de politesse, rituelles et quasi universelles.
En Occident, quand la nuit n'est pas le domaine de l'astronome ou du naturaliste spécialiste des espèces nocturnes, elle est tantôt associée à des images positives, tantôt associée aux dangers.
Les images positives sont notamment : le repos, l'amour, les rêves, les promenades romantiques (promenade sous le clair de Lune, déclarations d'amour tels Roméo et Juliette, « bains de minuit », fête de la Saint-Jean, etc., magie des ciels étoilés...).
L'idée de danger vient du fait que le noir peut cacher des dangers réels ou alimenter la peur et le fantasme. Les contes et légendes, les mythes puis le roman et le cinéma évoquent souvent la nuit pleine de mystères ou chargée d'angoisse. La nuit est un cadre apprécié pour les histoires évoquant les pouvoirs maléfiques, une certaine magie, des créatures fantastiques : korrigans, gnomes, vampires ou les loup-garous et autres esprits ou monstres.
Psychologues et psychanalystes ont à traiter des angoisses, cauchemars ou phobies nocturnes généralement liés à des traumatismes plus ou moins refoulés.

### Lutte de l'Homme contre la nuit
La découverte du feu, l'utilisation de torches, de bougies puis plus tard de l'électricité ont repoussé les limites de l'obscurité. La lumière artificielle permet aux hommes de développer des activités nocturnes qui constituent désormais une part non négligeable des économies de beaucoup de pays, non sans conséquences pour l'environnement nocturne. L'illumination des villes est telle qu'elle empêche dans certains endroits de voir les étoiles et peut perturber la nature, l'alternance jour-nuit n'existant pratiquement plus dans certaines grandes métropoles. On parle de nuisance quand l'éclairage artificiel est une gêne et de pollution lumineuse lorsqu'il perturbe la faune nocturne ou la santé humaine.

### Nuit comme patrimoine
Face à une pollution lumineuse croissante qui affecte la santé et les écosystèmes, tout en nuisant à l'observation astronomique et naturelle du ciel étoilé, l'idée de la nuit comme bien commun et patrimoine de l'humanité ; un « bien environnemental » à protéger avance depuis la fin du XXe siècle avec notamment la création de réserves de ciel nocturne, réserves étoilées, et l'introduction progressive dans la loi de mesures contre la pollution lumineuse. L'environnement nocturne commence aussi à apparaitre comme une des caractéristiques de la plupart des biotopes. Ainsi dans les réseaux écologiques que l'on cherche à protéger, gérer ou restaurer dans un nombre croissant de pays, une dimension « trame noire » s'ajoute progressivement à celles de trame verte et de trame bleue, dont en France.

## La nuit et la fête

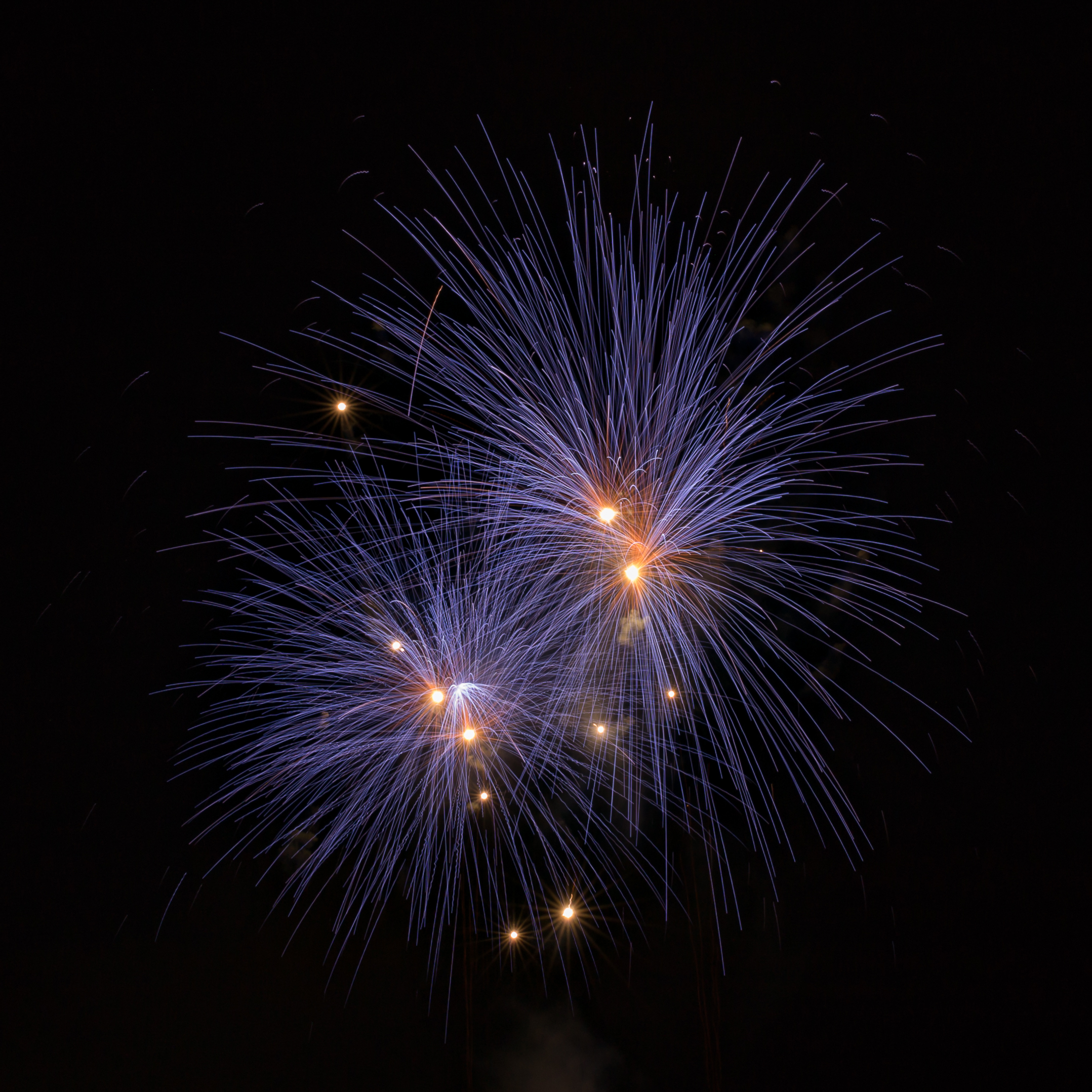
Feu d'artifice à Annecy, France.

La nuit est un moment important dans la journée en ce qui concerne le domaine de l'évènementiel et de la fête. En effet, les boîtes de nuit ne sont ouvertes que durant la nuit et d'autres festivités, comme les feux d'artifice et les spectacles de lumières, se déroulent aussi uniquement la nuit. L'obscurité permettant ainsi de bien apercevoir les jeux de lumières et les feux d'artifice.

## Nuit dans la culture

### Proverbes sur la nuit
- « La nuit, tous les chats sont gris »
- « La nuit porte conseil »

### Citations sur la nuit
(juin 2025).
- « La nuit, on imagine ce qu'on désire et tout paraît possible. Au grand jour, l'imagination pâlit. La nuit, on voit des choses inexistantes et on y croit. », Robert Choquette, extrait de Moi, Pétrouchka ;
- « L'optimiste pense qu'une nuit est entourée de deux jours, le pessimiste qu'un jour est entouré de deux nuits. », Francis Picabia Extrait des Écrits ;
- « La nuit ne parle que du jour. », Maurice Blanchot ;
- « Il n'est pas de nuit qui n'ait de lumière. », Maître Eckhart ;
- « Les promesses de la nuit ne voient jamais le jour. », Frédéric Beigbeder.

### Chansons sur la nuit
- Nuit, du trio Fredericks Goldman Jones
- Nuit de folie, du groupe Début de soirée
- "Nuit magique (album)", de Catherine Lara
- Retiens la nuit (chanson), par Johnny Hallyday
- "La Nuit", de Grand Corps Malade